# Gyna spurcata
Gyna spurcata är en kackerlacksart som först beskrevs av Walker, F. 1868.  Gyna spurcata ingår i släktet Gyna och familjen jättekackerlackor. Inga underarter finns listade i Catalogue of Life.